# Rathsbruch
Koordinaten: 51° 58′ 47″ N, 12° 15′ 21″ O
Der Rathsbruch ist ein Naturschutzgebiet in der Stadt Coswig (Anhalt) im Landkreis Wittenberg in Sachsen-Anhalt.
Das Naturschutzgebiet mit dem Kennzeichen NSG 0093 ist 11,69 Hektar groß. Es ist Bestandteil des FFH-Gebietes „Obere Nuthe-Läufe“ und von den Landschaftsschutzgebieten „Zerbster Nuthetäler“ und „Roßlauer Vorfläming“ umgeben. Das Gebiet steht seit dem 1. Mai 1961 unter Schutz (Datum der Verordnung: 30. März 1961). Zuständige untere Naturschutzbehörde ist der Landkreis Wittenberg.
Das Naturschutzgebiet liegt zwischen Bornum, einem Ortsteil der Stadt Zerbst/Anhalt, und Ragösen, einem Ortsteil der Stadt Coswig (Anhalt), im Naturpark Fläming. Es stellt einen Bruchwaldrest in der Niederung der Nuthe am Rand des Roßlau-Wittenberger Vorflämings unter Schutz. Die Waldgesellschaften werden von Bruchwald mit Traubenkirschen, Erlen und Eschen sowie stellenweise von Moorbirken dominiert. An nassen und moorigen Standorten stockt Seggen-Erlen-Bruchwald. In der Krautschicht der Bruchwaldgesellschaften siedeln u. a. Einbeere, Vielblütige Weißwurz, Süße Wolfsmilch, Waldzwenke, Wolliger Hahnenfuß und Waldbingelkraut. Daneben ist Sternmieren-Eichen-Hainbuchenwald zu finden. Hier siedeln in der Krautschicht u. a. Gewöhnliche Schuppenwurz, Leberblümchen, Großes Zweiblatt, Gefleckter Aronstab, Zweiblättrige Schattenblume und Maiglöckchen.
Die Waldgesellschaften bieten u. a. Lebensraum für Schwarz-, Grün-, Bunt- und Kleinspecht, Wendehals, Waldschnepfe, Dorngrasmücke, Nachtigall, Mistel- und Wacholderdrossel sowie Kernbeißer, an den Waldrändern auch Ortolan.
Das Naturschutzgebiet ist von Ackerflächen, durch Gehölze gegliederte Grünlandbereiche und im Nordosten von weiteren Waldflächen umgeben.